# Dundee (Florida)
Dundee és una població dels Estats Units a l'estat de Florida. Segons el cens del 2000 tenia 2.912 habitants.

## Demografia
Segons el cens del 2000, Dundee tenia 2.912 habitants, 1.123 habitatges, i 811 famílies. La densitat de població era de 286,1 habitants/km².
Dels 1.123 habitatges en un 28,3% hi vivien nens de menys de 18 anys, en un 55,7% hi vivien parelles casades, en un 13,2% dones solteres, i en un 27,7% no eren unitats familiars. En el 24,1% dels habitatges hi vivien persones soles el 14,3% de les quals corresponia a persones de 65 anys o més que vivien soles. El nombre mitjà de persones vivint en cada habitatge era de 2,57 i el nombre mitjà de persones que vivien en cada família era de 3,04.
Per edats la població es repartia de la següent manera: un 26% tenia menys de 18 anys, un 6,9% entre 18 i 24, un 23% entre 25 i 44, un 20,9% de 45 a 60 i un 23,2% 65 anys o més.
L'edat mediana era de 40 anys. Per cada 100 dones de 18 o més anys hi havia 87,7 homes.
La renda mediana per habitatge era de 29.174 $ i la renda mediana per família de 33.831 $. Els homes tenien una renda mediana de 30.218 $ mentre que les dones 20.449 $. La renda per capita de la població era de 14.411 $. Entorn de l'11,8% de les famílies i el 12,8% de la població estaven per davall del llindar de pobresa.

## Poblacions més properes
El següent diagrama mostra les poblacions més properes.